# Tab Ramos
Tabaré Ricardo Ramos Ricciardi, plus connu sous le nom de Tab Ramos, né le 21 septembre 1966 à Montevideo (Uruguay), est un footballeur américain. Il a été professionnel durant 14 saisons, jouant en Espagne, au Mexique et aux États-Unis. Ramos fut le premier joueur américain a signer dans la Major League Soccer, où il joua 7 saisons avec les MetroStars. Il est membre du National Soccer Hall of Fame.

## Débuts

### Jeunesse et études scolaires
Né en Uruguay de parents aux origines espagnoles et italiennes, Ramos émigre avec sa famille aux États-Unis à l'âge de 11 ans. Son père était joueur professionnel en Uruguay et a initié très tôt son fils au football. Lorsqu'il vivait en Uruguay, il jouait à l'Union Vecinal Youth Soccer Club in Montevideo.
Quand il arrive aux États-Unis, sa famille s'implante dans le New Jersey où Ramos vivra : Harrison et Kearny. Il est envoyé à Saint Benedict's Preparatory School, une école que fréquentera plus tard son équipier en sélection, Claudio Reyna. En 1982, il devient citoyen américain. Il joue également pour le club local, le Thistle FC, dans lequel évolue aussi un futur international américain, John Harkes. Ce dernier et Ramos jouent ensemble pendant leur jeunesse, se retrouvant plus tard dans la sélection US. 

### Université
Ramos est envoyé à l'Université d'État de Caroline du Nord et joue pour la NCAA durant quatre années. Il fit partie durant ces quatre ans de l'équipe "All America". En 1988, il quitte brièvement l'école pour disputer les J.O. 88 avec l'équipe nationale américaine. Cependant, il y retourne en 1989 lorsqu'il signe avec la sélection américaine pour disputer le Mondiale 90. Finalement, il obtient en 2001 son baccalauréat en arts en langue étrangère (espagnol) et littérature après avoir pris des cours en correspondance durant plusieurs années.

## Carrière professionnelle

### American Soccer League / MISL
Ramos joue avec les New Jersey Eagles dans la ASL en 1988. L'année suivante, il part aux Miami Sharkes et fut sélectionné dans l'équipe All Star.

### Espagne
Ramos, et quelques autres joueurs américains de l'équipe nationale signent des contrats avec la fédération des États-Unis de football (USSF) pour jouer exclusivement avec les États-Unis pour la préparation en vue de la Coupe du monde 90 se déroulant en Italie. En 1990, la USSF autorise le prêt de Ramos à Figueres, club de seconde division espagnole pour la saison 1990-1991 où il coïncide avec le futur entraîneur du FC Barcelone Tito Vilanova. Il y joue 38 matchs et marque 5 buts. Lors de sa deuxième saison, il enchaîne les très bonnes prestations et attire les regards des clubs de première division espagnole. Cependant, Ramos se sabota tout seul lorsqu'il fut expulsé lors d'un match contre le Rayo Vallecano, le 24 novembre 1991. Suspendu pour trois matchs, l'intérêt des clubs envers lui retomba jusqu'à la fin de la saison. Le 31 juillet 1992, Figueres vendit Ramos au Betis Séville, alors en deuxième division, pour 400 000 $. En 1993-1994, le Betis Séville gagne le championnat et est promu en première division. Pendant la première partie de saison de 1994-1995, Tab ne dispute aucun match, à cause d'une fracture du crâne obtenue lors de la World Cup 94.
En 1994, Ramos fut choisi en tant que "Joueur de l'année du CONCACAF".

### Mexique
Le 3 janvier 1995, Ramos devient le premier joueur à signer dans la MLS. La ligue avait l'intention de commencer cette année mais à cause de problèmes financiers, le début fut repoussé à un an plus tard. En attendant, les joueurs sous contrats de la MLS furent prêtés dans des clubs étrangers, et Ramos fut envoyé au Mexique, dans le club des Tigres UANL pour la seconde moitié de la saison 1994-1995. Il est de nouveau prêté lors de la saison 95-96 et dispute 32 matchs pour 2 buts marqués, et remporte la Cup Mexico 96, l'une des deux coupes remportées par les Tigres et leur premier titre depuis 20 ans.

### MetroStars
Pendant que Ramos évolue au Mexique, la MLS décide de l'allouer aux MetroStars.
Après la fin de sa saison mexicaine, Ramos retourne aux États-Unis pour l'inauguration de la MLS, saison 1996. Il y dispute sept saisons et est reconnu "All Star" en 1996, 1998 et 1999. Le 14 mai 2002, il annonce qu'il mettra un terme à sa carrière à la fin de la saison 2002. Malheureusement pour lui, ses éclairs techniques furent interrompus à cause d'une longue série de blessures et il ne retrouva jamais tout son potentiel sous le maillot des MetroStars. Tab totalise seulement 8 buts marqués et 36 passes en MLS (10 buts et 39 passes toutes compétitions confondues).

## Équipe nationale américaine

### Coupe du monde des moins de 20 ans 1983
Ramos commence sa carrière en équipe nationale en jouant pour les moins de 20 ans en 1982, juste après sa naturalisation. Il avait 15 ans lorsqu'il marqua 2 buts lors des qualifications régionales pour la coupe du monde des moins de 20 ans 1983. Cependant, les États-Unis, avec 2 nuls et une défaite en trois matchs, furent éliminés et ne participèrent pas au tournoi final.

### Éjecté de l'équipe olympique 1984 à 17 ans
En 1984, il fut le dernier joueur à être non-retenu dans l'équipe nationale pour les JO 84. Il venait juste de quitter l'université, mais était déjà connu. Cependant, le comité international olympique (CIO) affirma que les JO étaient ouverts aux joueurs professionnels. Les États-Unis, qui étaient le pays organisateur de cette compétition, n'avaient pas eu besoin de passer par les qualifications, et avaient créé une équipe composée de joueurs amateurs, issus d'universités et de campus. Lorsque le CIO annonça cette décision, l'USSF due écarter la quasi-totalité de l'équipe, hormis Paul Caligiuri pour les professionnels.

### Équipe nationale
Le 10 juin 1988, Tab obtint sa première sélection pour les États-Unis contre le Guatemala. Il devint dès lors un membre régulier de la sélection.
Après avoir disputé la Coupe du monde 90, il est élu cette même année U.S. Soccer Athlete of the Year.
L'un des points culminants de sa carrière fut lorsqu'il adressa deux passes décisives le 9 juin 1993, lors d'une victoire 2-0 en finale des World Series of Soccer face à l'Angleterre. Une année plus tard, il était membre de la sélection américaine lors de la Copa América.
En 1994, Tab dispute sa deuxième coupe du monde, mais son tournoi s'achève prématurément à cause d'une fracture du crâne causée par l'arrière gauche brésilien, Leonardo, qui lui assène un brutal coup de coude. Il passa 3 mois et demi à l'hôpital avant de pouvoir reprendre l'entraînement. Leonardo s'excusa en anglais, expliquant qu'il n'avait pas eu l'intention de le blesser.
Ramos rencontre plus de succès en 1995, lorsque les États-Unis arrivent à la quatrième place de la Copa América.
Le 7 septembre 1997, il inscrit l'un des buts les plus importants de l'histoire de la sélection, en donnant la victoire sur le score de 1-0 face au Costa Rica, qui envoya les États-Unis en France.
En 1998, il participe à sa troisième coupe du monde. Avec Bruce Arena, qui le considère comme un meneur pour un match contre la Barbade, Ramos joue son dernier match en sélection le 15 novembre 2000 (victoire 4-0). Deux jours plus tard, il annonce son retrait du football international, après 81 sélections et 8 buts.
Ramos a aussi joué 8 matchs et marqué 3 buts en équipe nationale de futsal qui termine à la troisième place lors de la Coupe du monde de Futsal 1989.

## Sources et références
- (en) Cet article est partiellement ou en totalité issu de l’article de Wikipédia en anglais intitulé « Tab Ramos » (voir la liste des auteurs).

1. ↑  L'histoire de Tito Vilanova, Tab Ramos et Aureli Altimira, sport.es, 12 mai 2012